# Buntes Theater

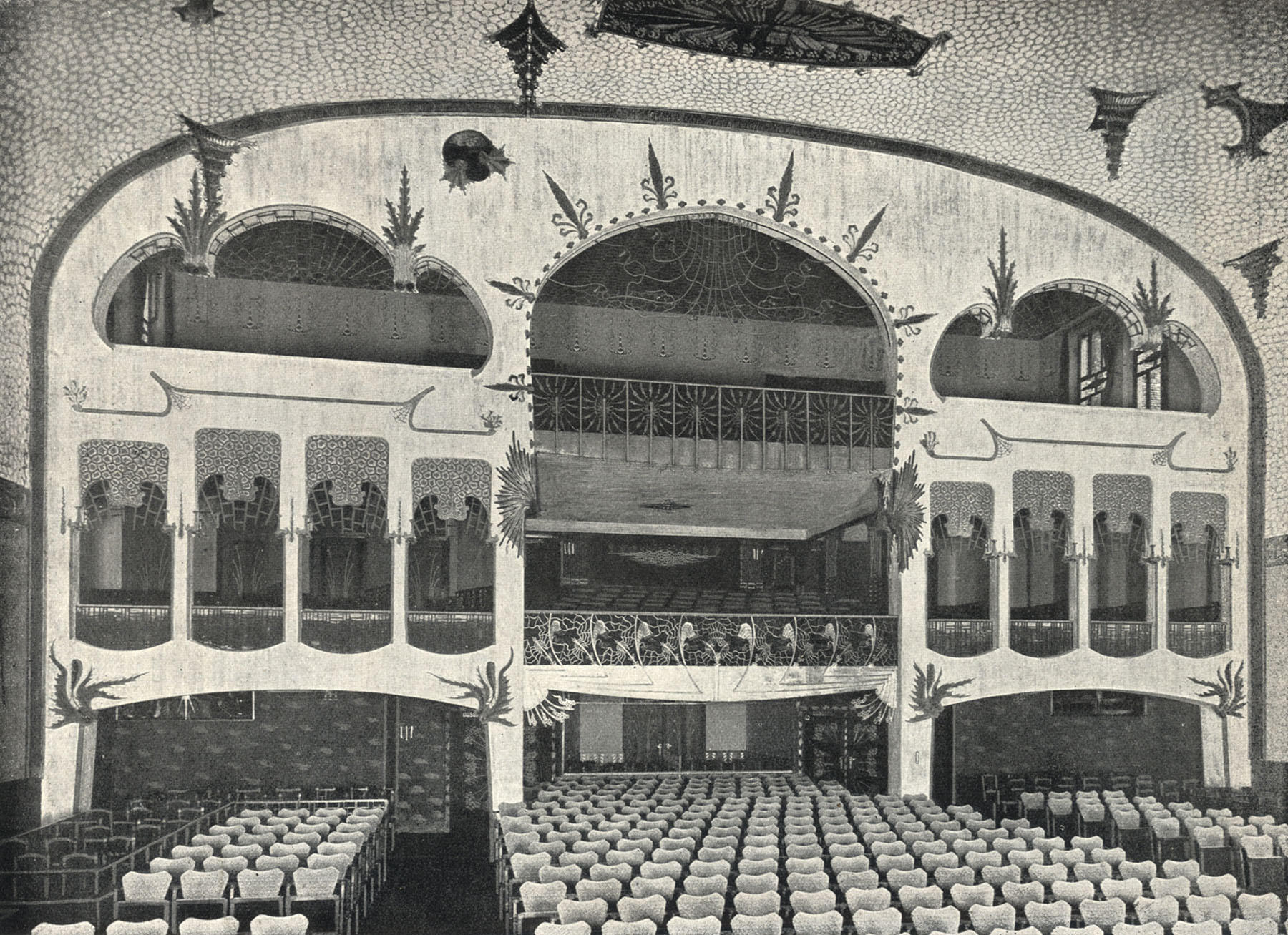
Rückseite des Zuschauerraums

Das Bunte Theater (später auch Deutsch-Amerikanisches Theater) war ein Theater in Berlin-Mitte in der Köpenicker Straße 68. Es bestand von 1901 bis etwa 1928 unter verschiedenen Namen, außerdem als Kino bis mindestens 1941.

## Gebäude
Das Theatergebäude lag im Hof des Hauses Köpenicker Straße 68 im damaligen Stadtteil Luisenstadt, an der nördlichen Seite zwischen Wusterhausener Straße und Michaelkirchstraße. Jetzt befindet sich dort ein Teil des ehemaligen Kraftwerks Berlin.
Das Gebäude war im Jugendstil gestaltet, mit vielen architektonischen Verzierungen. Der Saal war breiter als lang und in bunten Farben gehalten (hellweinrot, blau, grün, sammetgrau). Es gab Ränge nur an der Rückseite des Zuschauerraums.

## Geschichte

### Überbrettl

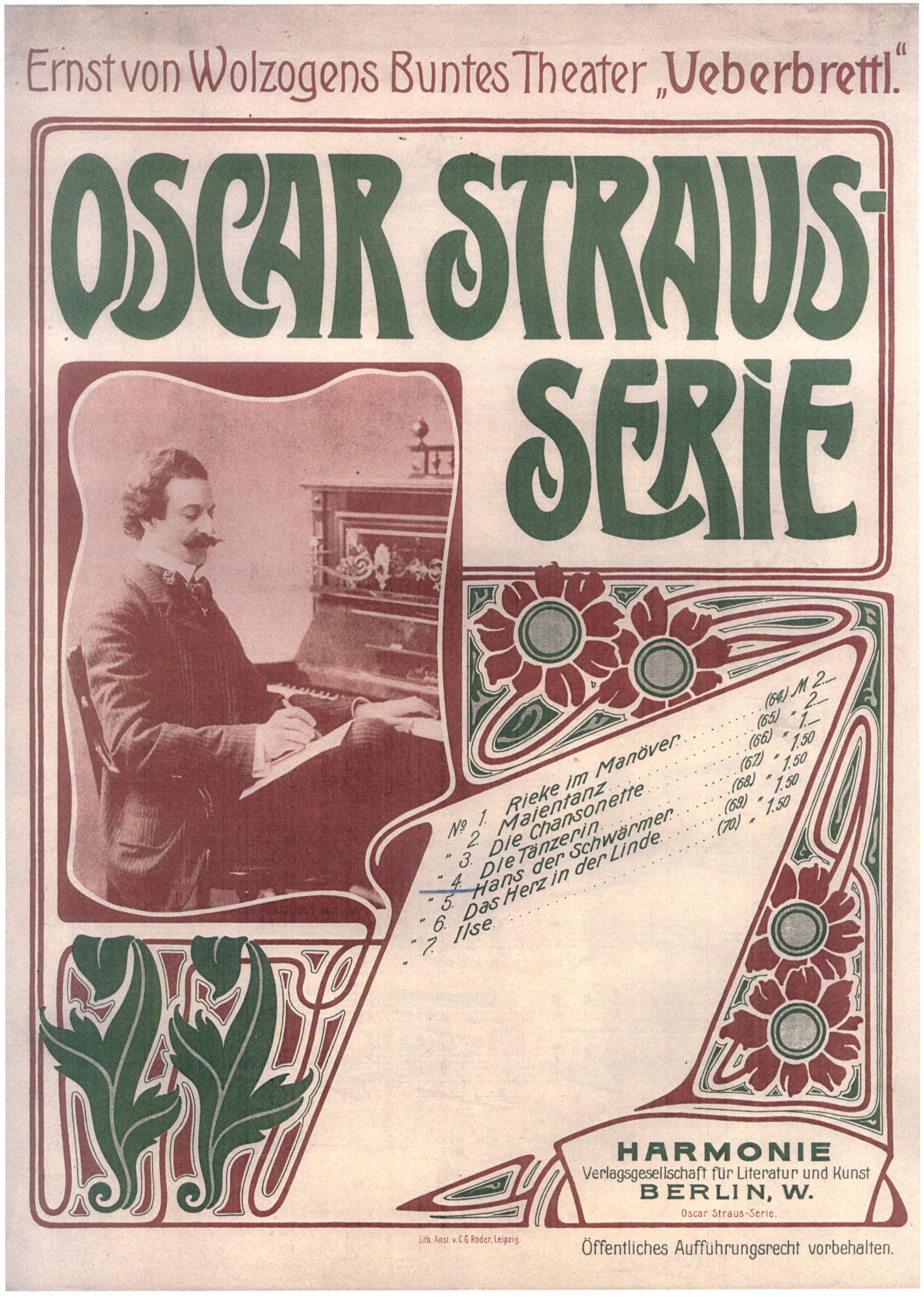
Programm von Oscar Strauss für das Bunte Theater

Im Sommer 1901 mietete Ernst von Wolzogen für sein Kabarett Überbrettl das Gebäude und ließ es durch den Architekten August Endell umfangreich umbauen.
Am 28. November 1901 wurde es eröffnet. Es wurden in der Folgezeit ein gemischtes Programm aus szenischen Einaktern (Die Medaille von Ludwig Thoma bei der Eröffnung), Satiren und Parodien, Operetten, Tanz und lyrischen Rezitationen auf gehobenem Niveau angeboten. Die Resonanz blieb insgesamt zu niedrig, wahrscheinlich wegen der ungünstigen Lage in einem Arbeiterstadtteil und zu wenigen anziehungskräftigen Darstellern. Ernst von Wolzogen wurde bereits im Frühjahr 1902 von den Gesellschaftern der Aktiengesellschaft beurlaubt und verließ im Juni das Theater. Ab Herbst 1902 wurden nur noch leichte Lustspielproduktionen gespielt. Am Ende der Saison 1903 ging das Theaterunternehmen in Liquidation.

### Deutsch-Amerikanisches Theater, Theater an der Spree und Buntes Theater
1905 begründete der Deutschamerikaner Adolf Philipp das Deutsch-Amerikanische Theater. Er hatte im ersten Jahr einen guten Erfolg, verließ aber nach drei Jahren die Stadt mit ausbleibenden Gagenzahlungen der Darsteller.
1908 betrieb Philipp Spandow das Theater an der Spree, 1909 Fr. Wangemann wieder ein Buntes Theater. Daneben gab es Gastauftritte auswärtiger Ensembles.

### Neues Volks-Theater
1910 mietete die Neue Freie Volksbühne mit Bruno Wille das Gebäude als Neues Volks-Theater, als erste eigene Spielstätte. Am 30. August 1910 gab es die erste Vorstellung mit Ibsens Stützen der Gesellschaft. Es wurden danach vor allem Dramen moderner Autoren gespielt. Ab 16. August 1914 erfolgte der Umzug in die neu erbaute Volksbühne am Bülowplatz (jetzt Rosa-Luxemburg-Platz).

### Weitere Theater und Lichtspiele bis 1924
Von 1914 bis 1917 gab es hier ein Nationaltheater.
1919 unterhielt der Filmregisseur Richard Oswald kurzzeitig die  Richard-Oswald-Lichtspiele und zog bald danach an einen anderen Standort.
Danach gab es wieder Bühnenprogramme im Theater.

### Deutsch-Amerikanisches Theater Lichtspiele

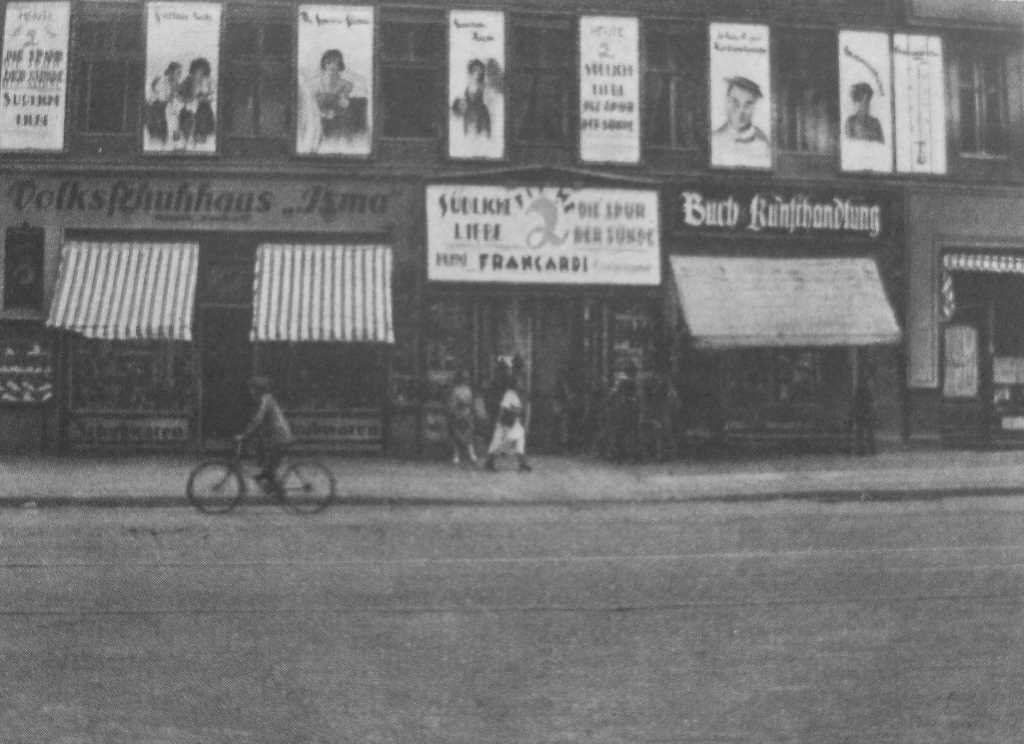
Vorderfront Köpenicker Straße 68, mit Filmankündigungen, 1924

Seit 1924 gab es wieder ein Deutsch-Amerikanisches Theater, das nun Stummfilme und Bühnenprogramme zusammen anbot, oft mit Live-Orchester. Daneben gab es weiter Varieté-Aufführungen.
1929 wurde der Saal umgebaut und dann bis mindestens 1941 als D.A.T. Lichtspiele genutzt.
1945 wurde das Gebäude zerstört.